# Marquesado del Riscal

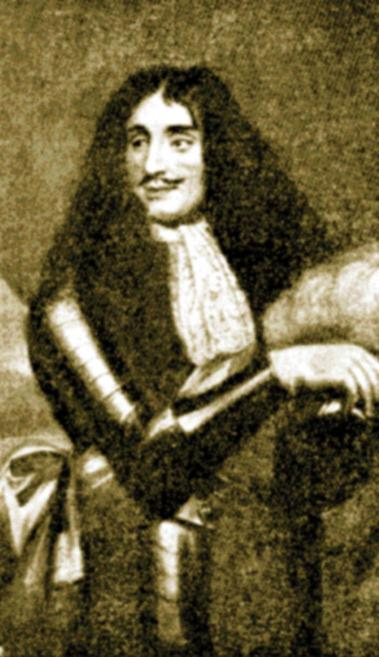
Baltasar Hurtado de Amézaga y Unzaga, I marqués del Riscal.

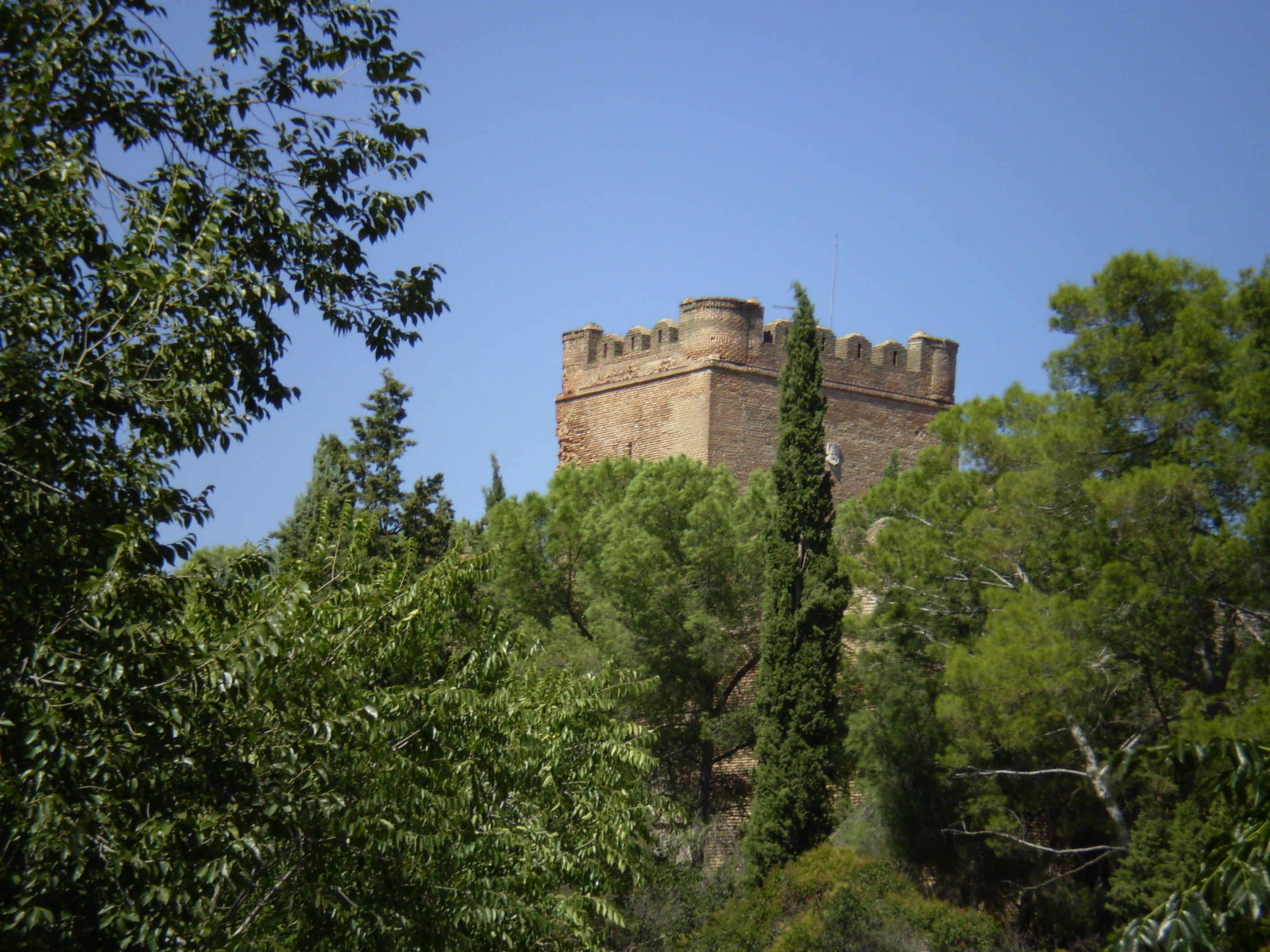
Castillo de Batres, propiedad durante años de los Marqueses del Riscal.

El marquesado del Riscal es un título nobiliario español creado el 27 de abril de 1708 por el rey Felipe V a favor de Baltasar Hurtado de Amézaga y Unzaga, teniente general, gobernador de Málaga etc.
Le fue concedida la Grandeza de España el 13 de febrero de 1928 por el rey Alfonso XIII, al séptimo marqués, José Hurtado de Amézaga y Zavala.

## Marqueses del Riscal
|                       | Titular                                       | Periodo               |
| Creación por Felipe V | Creación por Felipe V                         | Creación por Felipe V |
| --------------------- | --------------------------------------------- | --------------------- |
| I                     | Baltasar Hurtado de Amézaga y Unzaga          | 1708-1720             |
| II                    | -                                             |                       |
| III                   | María Teresa Amézaga y Llamas                 | 1720-1779             |
| IV                    | Carlo Scotti di Vigoleno y Hurtado de Amézaga | 1779-1803             |
| V                     | Guillermo Hurtado de Amézaga y Zubía          | ?-1853                |
| VI                    | Camilo Hurtado de Amézaga y Balmaseda         | 1879-1888             |
| VII                   | José Hurtado de Amézaga y Zavala              | 1888-1955             |
| VIII                  | María Belén Hurtado de Amézaga y Armada       | 1961-actual titular   |

## Historia de los marqueses del Riscal
- Baltasar Hurtado de Amézaga y Báñez de Villabaso (1657-1720), i marqués del Riscal.

- María Luisa Amézaga y Llamas, iii marquesa del Riscal. Le sucedió:

- Carlo Scotti di Vigoleno y Hurtado de Amézaga, iv marqués del Riscal. Por cesión, le sucedió:

- Guillermo Hurtado de Amézaga y Zubía, v marqués del Riscal.

1. Casó con Gertrudis Balmaseda Mateo. Le sucedió su hijo:

- Camilo Hurtado de Amézaga y Balmaseda (1827-1888), vi marqués del Riscal.

1. Casó con Juana de Zavala y Guzmán, xv marquesa de Quintana del Marco, vii condesa de Villaseñor, hija de Juan de Zavala y de la Puente, i marqués de Sierra Bullones y de María del Pilar de Guzmán y de la Cerda, xxiv duquesa de Nájera, xii marquesa de Quintana del Marco, etc. Le sucedió su hijo:

- José Guillermo Hurtado de Amézaga y Zavala (1867-1955), vii marqués del Riscal, xvi marqués de Quintana del Marco, viii conde de Villaseñor, gentilhombre grande de España con ejercicio y servidumbre del rey Alfonso XIII.

1. Casó con Berenguela de Collado y del Alcázar, iii marquesa de la Laguna, ii vizcondesa de Jarafe, Dama de la Reina Victoria Eugenia de Battenberg. Le sucede en el título la hija de Camilo Hurtado de Amézaga y Caballero y de Asunción Armada y Ulloa, hijo de su hermano Francisco de Amézaga y Zavala, por tanto su sobrina nieta:

- María Belén Hurtado de Amézaga y Armada, viii marquesa del Riscal, x condesa de Villaseñor.

1. Casó con Jorge Juan Escudero y Pueyo.